# 阿見松ノ介
阿見松ノ介（あみ まつのすけ、Matsunosuke Ami、1967年12月27日 - ）は、日本の映画監督、脚本家、映画プロデューサー。

## 人物
カルト映画を専門で製作・販売するWHDジャパンに所属し、主にオリジナルビデオ作品を発表している。福岡県大牟田市出身。

## 概要
主に国内でインデペンデント映画、ホラー映画の製作を行っている。
その活動は映画製作だけに留まらず、DVDのデザインや解説、字幕監修の他に新聞のコラム連載や書籍・雑誌の解説等、多彩な仕事ぶりである。
2010年に発表した『心霊音THE MOVIE』では阿見松ノ介を松平哲郎が演じているため、混乱される事が多い。
母方の伯父は『たそがれ清兵衛』等で日本アカデミー賞最優秀照明賞受賞を受賞した中岡源権だった事もあり、幼少期から多くの映画を観るチャンスに恵まれ、クラシック映画から任侠映画まで幅広い知識を活かし延田グループのビデオ店舗開発部に所属していた。2000年に独立しWHDジャパンに入社以降は年に1〜2本のペースで映画を撮り続けている。
2011年から大阪の十三にあるシアターセブンで毎月第三木曜日に『グラインドカフェ』なるイベントで浅尾典彦とホストを務める。ここで海外のカルト映画と自ら監督した短編を毎月1本ずつ公開する。月単位での新作の連続劇場公開はインデペンデント映画界では異例で、その業績に多くの映画ファンが毎回押し掛けている。
大木ミノルと同一人物ではないかと言われているが、本人は否定している。

## 経歴
- 1967年、福岡県大牟田市で誕生。
- 1986年、学校(おそらく大学)を一ヶ月で辞め、そのショックで放浪の旅と称して日本の東北地方を彷徨う。酷い時はホームレス状態だったという。
- 1990年に延田グループの経営する書籍及びレンタルビデオ店の責任者として勤務する。その後、同グループの株式会社松屋の設立に関与し、その功績が認められ企画開発部に配属される。2000年に突然退社するが理由については明かされていない。
- 2001年初頭、東京でカメラマンの事務所で所属していた事を明かしている。
- 2005年、WHDジャパン立ち上げ時に参加しているが、すぐに退社。2008年に再び入社し、第一作となる『サイコ・イコール』に着手している。
- 2010年、自らテッド・V・マイクルズと契約し、幻のカルト映画として人気の『ミミズバーガー』『人間ミンチ』の発売に漕ぎ着ける。
- 2011年、アルゼンチンの映画監督アドリアン・ガルシア・ボグリアーノと契約し、「スパニッシュ・ホラー・コレクション DVD-BOX」等を発売。アマゾンでホラー部門上位を確保する等、ミドルヒットを飛ばす。
- 2011年2月、松村仁史名義で読売新聞全国版に『DVDの流儀』を短期連載。
- 2011年3月、当時ほとんど無名だった監督の石原貴洋と契約し『バイオレンスPM』を発売するが、震災の影響もあり売上は伸びなかった。
- 2011年6月、念願のゾンビ映画『サンズ SUN OF THE DEAD』を制作。総勢100人以上のゾンビが登場した。
- 2011年12月、毎月第三木曜日に大阪十三にある劇場シアターセブンにてカルト映画ファンのためのイベントとして『グラインドカフェ』を実施。同時に毎月新作短編映画を公開している。
- 2011年1月、再び石原貴洋と契約。初期短編集『夢の小学惑星」』発売を確約する。同年3月に石原貴洋はゆうばりファンタジック映画祭グランプリを受賞する事になる。
- 2012年、テッド・V・マイクルズと更なる契約として、『シークレット・フィンガー』『10バイオレント・ウーマン』のDVDリリースを決定。
- 2012年3月、映画評論家の浅尾典彦を起用し、短編映画『ライトノベル作家の殺し方』を完成させる。
- 2012年、大阪の劇場シアターセブン主催のイベント『グラインドカフェ』でレギュラーとして出演。毎月、新作の短編を公開する等してファンを驚かせた。
- 2012年、この年に米国で公開された『Astro-Zombies M4: Invaders from Cyberspace』には友人であり、心の師匠と仰ぐテッド・V・マイクルズ監督作品に日本からカメラマンとして参加している。
- 2012年11月、『夏の桜』を最後に監督業をしばらく休業すると発表。理由等については正式コメントはないがブログ内で体調不良のための休養だと述べている。
- 2012年12月、監督ではなくプロデューサーとして仕事を行なう事を表明している。
- 2013年1月、プロデュース作『女流作家の苦悩』(大阪最後の日シリーズ)を制作している。2013年公開予定の仲谷進監督作品映画『おおわいこ』(未公開)に沖一文字と共に村人役で友情出演している。また同年、1年掛けて昭和を舞台にした自伝的映画『恋の映画を作ろう』を完成させる。試写会で多くのファンを生み、その中には俳優の徳丸新作や海道力也等がいた。
- 2014年、ポッドキャスト「セントウタイセイ.com」の中で辻智彦らが阿見松ノ介と大木ミノルは同一人物だと明かすが、これは辻智彦らが番組内での調子に乗った際に出た悪意のあるジョークで、本人とはまったく面識が無いと判明。根拠はブログが同サイトであったためと言っているが、このブログは所属事務所のブログのためとブログ内に記載してあった事から辻智彦らの勘違いと思われる。後日、阿見本人も「単なるゴシップ」と完全否定する。
- 2014年、NPO法人ぴーすと提携し、リサイクルとして中古キーボードを主体に作ったロボット型アクセサリーをマペットとして扱い、ストップモーションによるアニメを制作し完成させる。その4分間の第一話は2014年4月にイベント『グラインドカフェNEO』内で公開される。長年同イベントでMCを務めた浅尾典彦も高く評価した。

## エピソード
- 残酷描写が多いが、その手の演出が好きというワケではなく、むしろ本人は至って平和主義者。好きな映画はピンク・パンサーシリーズやMr.BOO!シリーズだと言う。
- 初期作品は低予算という事もあり評価は良くなかった。近年、映画祭ノミネートや海外オファーもあり質等も急激に向上したと言われている。
- 書籍及びレンタルビデオ店で勤務の際、ビデオジャケットとタイトルを5万本以上暗記していたため、ビデオに詳しかったと当時の従業員が証言している。
- 家族については殆ど語らないが、アパートで猫と女性と暮らしていると本人のブログに書いてあるが、猫は2008年に死亡したとも言っている。
- テッド・V・マイクルズとの交流は有名で、阿見が落ち込み、自殺を考えた際に彼のメールで勇気づけられたと言われている。
- テッド・V・マイクルズと契約するために資金が足りず、『心霊音THE MOVIE』の予算を3分の1に抑え、その予算を契約金にあてた。しかし、それにより作品の出来はかなり酷かった。ハイビジョン撮影により、映像のクォリティは向上していたので残念だと述べている。
- とにかくゾンビ映画好きらしく、伊東美和の著書『ゾンビ映画大事典』が愛読書。
- 趣味としてゲーム&ウオッチの収集をしており、一部の電子ゲームファンから『神』と呼ばれていた。
- みぶ真也を専属の俳優と称して採用する事が多い。ホラーファンのブログ『絶対、零度』の中で「やっぱり、みぶ」と称されるほど、多数出演している。
- 池田駿介は阿見が企画した『怪異伝承 鬼殻村』が遺作となる。
- 『サンズ SUN OF THE DEAD』『ライトノベル作家の殺し方』はTwitter上で人気サイト『最低映画館』の管理人岸田裁月等も高く評価している。
- ミステリー作家の三津田信三とも交流があり講談社文庫発行の『スラッシャー 廃園の殺人』では18頁にも及ぶ解説を書いている。
- 2012年製作の短編映画『夏の桜』では20年以上スクリーンから遠ざかってた『プレイガール』『ジャイアントロボ』の片山由美子を起用。片山はイベントで「阿見の作品だから出演した」と語っている。
- 『夏の桜』では日下裕江をサクラ役に抜擢した。これについて阿見は「映画監督の都築宏明で紹介で彼女を知った。一目見て気に入ったよ。だから演技も見ずに主演に選んだ。全て直感なんだ。そしてそれは見事に的中したんだ」とグラインド・カフェの中で語っている。
- 2013年製作の『恋の映画を作ろう』ではこれまでのホラーやSFといった作品から一転して、昭和レトロの純愛をテーマに1990年代を再現する青春映画をプロデュースする。

## 作品
- 『サイコ・イコール』（2008年）
- 『怪異伝承 鬼殻村』（2009年）
- 『心霊音THE MOVIE』（2010年）
- 『サンズ SUN OF THE DEAD』（2011年）
- 『ストレンジ・ワン・デイ 世にも奇妙な1日たち』（2012年）
- 『最寄りの怪談』（2013年）
- 『時空脱獄NINJA ジライヤ』（2015年）制作・総指揮

### 短編映画
- 『The Iron Low』（2011年）
- 『霊能力』(ストレンジ・ワン・デイ・シリーズ)（2011年）
- 『処刑人フジムラ』(ストレンジ・ワン・デイ・シリーズ)（2012年）
- 『マット奥井のヒーローショー』(ストレンジ・ワン・デイ・シリーズ)（2012年）
- 『ライトノベル作家の殺し方』(ストレンジ・ワン・デイ・シリーズ)（2012年）
- 『死神おじさん』(最寄りの怪談・シリーズ)（2012年）
- 『恐怖映像』(最寄りの怪談・シリーズ)（2012年）
- 『蠅女』(最寄りの怪談・シリーズ)（2012年）
- 『夏の桜』(最寄りの怪談・シリーズ)（2012年）

### プロデューサー作品
- 『大阪最後の日』（2013年）
- 『恋の映画を作ろう』（2014年）
- 『時空脱獄NINJA』（2014年）
- 『ロボネッジときーす君 第一話』（2014年）

### 原作
- 『腐女子 - A Wife And The Child Are Corrupt』（2009年）

### 出演
- 『Astro Zombies: M4 - Invaders from Cyberspace』DVD（2012年）
- 『大阪蛇道』（2012年）
- 『印刷戦線異状なし』（2013年）

### 字幕監修作品
- 『ミミズバーガー【テッド V.マイクルズ・ムービーズ・コレクション】』DVD（2010年）
- 『人間ミンチ【テッド V.マイクルズ・ムービーズ・コレクション】』DVD（2010年）

### 文筆
- 『スラッシャー 廃園の殺人』(講談社文庫) で解説を担当
- 短期連載エッセイ『DVDの流儀』(読売新聞) 松村仁史名義

### 吹替監修作品
- 『不思議の国のアリス・イン・パリ』DVD（2010年）

### 撮影参加作品
- 『Astro Zombies: M4 - Invaders from Cyberspace』DVD（2012年）